# آديلايد جونسون
آديلايد جونسون (بالإنجليزية: Adelaide Johnson)‏ هي نحّاتة وفنانة أمريكية، ولدت في 26 سبتمبر 1859 في بلايموث في الولايات المتحدة، وتوفيت في 10 نوفمبر 1955 في واشنطن العاصمة في الولايات المتحدة.